# Beaumont (Kalifornia)
Beaumont város az USA Kalifornia államában, Riverside megyében. Lakosainak száma 53 036 fő (2020. április 1.).

## Népesség
A település népességének változása:

| 2010 | 36 877 |
| 2020 | 53 036 |